# 國書總目錄
《國書總目錄》（日语：／ Kokushosōmokuroku */?）是由岩波書店在1963年11月18日至1976年12月14日出版的書籍目錄，匯集在慶應3年（1867年）為止，由日本人以及歸化日本的外國人編撰或翻譯的書籍，總共八卷，另有一卷索引，號稱收錄書籍總數達50萬冊左右，不過根據大妻女子大學的調查則是約43萬，由國書研究室負責編纂，題字是安倍能成。

## 歷史
1939年，辻善之助和新村出在岩波茂雄的提議下，開始著手編撰《岩波國書解題》，不過隨著太平洋戰爭爆發以及日本被空襲而被迫中止。1947年，從原本的解題形式改為目錄，編纂者也改由辻善之助和新村出的助手森末義彰和市古貞次，以及新加入的堤精二擔任。1963年，作為岩波書店成立五十週年的紀念項目，目錄開始出版。第八卷出版時，將在1960年資料蒐集暫停後得到的資料，以補遺的形式添加至卷末，使資料蒐集的下限推遲至1964年。1989年6月1日至1991年1月18日，目錄的補訂版出版。1990年，目錄的續編《古典籍綜合目錄》出版，新增自1988年為止收集得來的約9.1萬份資料，總共三卷。1993年11月1日至1999年6月28日，岩波書店匯集目錄所收書籍的作者約3萬人的傳記，作為岩波書店成立八十週年紀念項目，出版了《國書人名辭典》。2006年12月27日，以補訂版目錄以及《古典籍綜合目錄》為基礎的「日本古典籍綜合目錄」開始運作，由國文學研究資料館負責營運，總共收錄約45萬冊，2012年4月11日易名為「日本古典籍綜合目錄數據庫」。2020年4月3日，國文學研究資料館在獲岩波書店轉讓目錄的版權後於網上公開目錄的PDF版。

## 收錄準則
目錄只要是日本人以及歸化日本人的著作，無論是日文還是外文均收錄，庶民史料則大多由於尚未得到整理而未有收錄，僅一張或一幅的書畫、繪圖、地圖或古文書不予收錄，繪卷等的拓本亦同。此外，僅一篇文章的話不予收錄，不過淨瑠璃以及長唄等歌謠則收錄，主要的佚書則以參考形式收錄。另外，目錄的記載事項包括書名、讀法、卷冊數目、角書、別稱、分類、作者、成書時期、手抄本和版本的所在地、印刷本以及複製本等等，按五十音排序。

## 各卷一覽
| 名稱       | 頁數  | 初版出版日期   | 補訂版出版日期 | 參考資料 |
| ---------- | ----- | -------------- | -------------- | -------- |
| 第一卷（あ—お） | 725頁 | 1963年11月18日 | 1989年9月6日   | [ 1 ]    |
| 第二卷（か—く） | 729頁 | 1964年8月15日  | 1989年11月6日  | [ 16 ]   |
| 第三卷（け—さ） | 883頁 | 1965年8月30日  | 1990年1月18日  | [ 17 ]   |
| 第四卷（し） | 803頁 | 1966年8月30日  | 1990年3月6日   | [ 18 ]   |
| 第五卷（す—て） | 903頁 | 1967年11月30日 | 1990年5月10日  | [ 19 ]   |
| 第六卷（と—ひ） | 869頁 | 1970年9月14日  | 1990年7月6日   | [ 20 ]   |
| 第七卷（ふ—よ） | 951頁 | 1970年11月20日 | 1990年9月6日   | [ 21 ]   |
| 第八卷（ら—ん 叢書目録 補遺） | 859頁 | 1972年2月25日  | 1990年11月6日  | [ 8 ]    |
|            | 992頁 | 1976年12月14日 | 1991年1月18日  | [ 22 ]   |

## 外部連結
- https://kotenseki.nijl.ac.jp/page/kokusho.html （页面存档备份，存于）